# 須渕町
須渕町（すぶちちょう）は、愛知県豊田市の地名。元は、美濃国岐阜県恵那郡の一部であったが、1955年（昭和30年）4月1日越県合併により愛知県に移った。
歴史的記述を行う文献によっては、「須淵」とする表記も見受けられる。本項では2012年現在の行政町表記に従い、歴史的記述も含めてすべて「須渕」表記に統一していることを注意されたい。

## 地理
豊田市の北部にあり、矢作川支流である明智川の右岸に沿っている。旭地区（旧東加茂郡旭町の町域にほぼ相当する）に属する。北で岐阜県恵那市明智町横通、東で岐阜県恵那市串原、南から西で浅谷町と隣接する。町域内には明智川と平行するように主要地方道豊田明智線が走り、人家は県道に沿う形で点在している。
産業は農林業が中心である。また、兼業農家が多数を占める。

## 歴史

### 沿革
- 鎌倉時代より須淵村は明知遠山氏の領地で美濃国恵那郡に属していた。[5]。
- 1603年（慶長8年）- 江戸幕府の旗本・明知遠山氏の知行地となる[4]。
- 1871年（明治4年）- 廃藩置県に伴い、所属が岐阜県恵那郡須淵村となる[5]。
- 1875年（明治8年）- 浅谷村に併合される[4]。
- 1890年（明治23年）5月1日- 浅谷村、野原村、横道村が合併して岐阜県恵那郡三濃村が誕生し、浅谷村は三濃村大字浅谷に変更される[7]。
- 1955年（昭和30年）4月1日- 三濃村の廃止に伴い、大字浅谷が越境合併により愛知県東加茂郡旭村に編入されたのと同時に、旧須渕村の村域が大字浅谷から分離し、旭村大字須渕に変更される[7]。
- 1967年（昭和42年）4月1日- 旭村が町制を施行し旭町になる。これに伴い、住所表示が旭町大字須渕に変更される[5]。
- 2005年（平成17年）4月1日- 旭町の豊田市への編入に伴い、住所表示が豊田市須渕町に変更される。

### その他
1601年（慶長6年）の「美濃国郷帳」、1616年（元和2年）の「美濃国村高領知改帳」などでは、須渕村、一色（いしき）村、颪（おろし）村の石高が総計として記録されており、この3村がかつて1村をなしていた可能性をうかがわせる。1831年（天保2年）の郷帳も、颪（小路志）村と須渕村が往古には1村をなしていたことを示唆しているという。
颪村は明治に入り近郷の村々と合併して横通村の一部となり、三濃村、明智町を経て、現在は恵那市明智町横通の一部に当たる。
豊田市の空き家情報バンクに登録された情報によれば、自治区費：５００円／月、町内会費等：６０００円／月とかなり高額になっている。

## 世帯数と人口
2019年（令和元年）7月1日現在の世帯数と人口は以下の通りである。
| 町丁   | 世帯数 | 人口 |
| ------ | ------ | ---- |
| 須渕町 | 27世帯 | 51人 |

### 人口の変遷
国勢調査による人口の推移
| 2005年（平成17年） | 87人 | [ 8 ]  |  |
| 2010年（平成22年） | 74人 | [ 9 ]  |  |
| 2015年（平成27年） | 55人 | [ 10 ] |  |

## 学区
市立小・中学校に通う場合、学区は以下の通りとなる。
| 番・番地等 | 小学校             | 中学校           |
| ---------- | ------------------ | ---------------- |
| 全域       | 豊田市立小渡小学校 | 豊田市立旭中学校 |

## 寺社
- 日吉神社

旧須渕村村社。

## その他

### 日本郵便
- 郵便番号 : 444-2831[2]（集配局：旭郵便局[12]）。